# Lotus 12
Lotus 12 – samochód Formuły 2 i Formuły 1, zaprojektowany w 1957 roku przez Colina Chapmana dla Team Lotus. Pierwszy samochód Lotusa w Formule 1.

## Konstrukcja
Samochód zawierał wiele innowacji, użytych w późniejszych modelach Lotusa. Zaprojektowany specjalnie pod silniki Coventry Climax miał niewielką masę i zredukowany opór aerodynamiczny. Nadwozie było wykonane ze stalowej kratownicy przestrzennej. Pozycja kierowcy była tak niska, jak to możliwe. Na tylne zawieszenie składały się kolumny Chapmana, czyli kolumny MacPhersona wraz ze sprzęgłem Cardana. Samochód był odpowiednio przygotowany, by zastosować w nim monocoque, i mógł zainspirować Chapmana, wciąż szukającego obniżenia masy, do zastosowania monocoque'u w 1962 roku w Lotusie 25.
Mimo zaawansowania technologicznego Lotus 12 nie odnosił sukcesów w Formule 1, a jego kierowcy zdobyli tylko 3 punkty.

## Wyniki
| Legenda oznaczeń w tabelach wyników Wyświetl szablon na nowej stronie | Legenda oznaczeń w tabelach wyników Wyświetl szablon na nowej stronie                                                                     |
| Oznaczenie                                                            | Wyjaśnienie |
| --------------------------------------------------------------------- | --- |
| Złoty                                                                 | Zwycięzca lub mistrzostwo |
| Srebrny                                                               | 2. miejsce lub wicemistrzostwo |
| Brązowy                                                               | 3. miejsce lub II wicemistrzostwo |
| Zielony                                                               | Ukończył, punktował (w klasyfikacji generalnej, gdy zdobył co najmniej jeden punkt na przestrzeni sezonu, poza trzema powyższymi opcjami) |
| Niebieski                                                             | Ukończył, nie punktował (w klasyfikacji generalnej, gdy nie zdobył co najmniej jednego punktu na przestrzeni sezonu)                      |
| Czerwony                                                              | Nie zakwalifikował się (NZ) |
| Czerwony                                                              | Nie prekwalifikował się (NPK) |
| Różowy                                                                | Nie ukończył (NU) |
| Różowy                                                                | Niesklasyfikowany (NS) (w klasyfikacji generalnej, gdy nie został sklasyfikowany w żadnym wyścigu sezonu)                                 |
| Czarny                                                                | Zdyskwalifikowany (DK) |
| Czarny                                                                | Wykluczony (WYK/EX) |
| Biały                                                                 | Nie wystartował (NW) |
| Biały                                                                 | Kontuzjowany (K/INJ) |
| Biały                                                                 | Wyścig odwołany (OD/C) |
| Bez koloru                                                            | Został wycofany (WYC/WD) |
| Bez koloru                                                            | Nie przybył (NP/DNA) |
| Bez koloru                                                            | Nie brał udziału w treningach (NT/DNP) |
| Bez koloru                                                            | Nie został zgłoszony (–) |
| Pogrubienie                                                           | Start z pole position |
| Kursywa                                                               | Najszybsze okrążenie wyścigu |
| †                                                                     | Nie ukończył, ale jego rezultat został zaliczony ze względu na przejechanie więcej niż 90% dystansu wyścigu.                              |
| *                                                                     | Sezon w trakcie |
| 1/2/3                                                                 | Punktowana pozycja w sprincie kwalifikacyjnym                                                                                             |
| Lista systemów punktacji Formuły 1                                    | |

| Sezon | Zespół            | Silnik    | Opony | Kierowcy      | 1   | 2   | 3   | 4   | 5   | 6   | 7   | 8   | 9   | 10  | 11  | Pkt. | Msc. |
| ----- | ----------------- | --------- | ----- | ------------- | --- | --- | --- | --- | --- | --- | --- | --- | --- | --- | --- | ---- | ---- |
| 1958  | Team Lotus        | Climax R4 | D     |               | ARG | MCO | NLD | 500 | BEL | FRA | GBR | DEU | PRT | ITA | MOR | 3    | 6    |
| 1958  | Team Lotus        | Climax R4 | D     | Graham Hill   |     | NU  | NU  |     | NU  |     |     |     |     |     |     | 3    | 6    |
| 1958  | Team Lotus        | Climax R4 | D     | Cliff Allison |     | 6   | 6   |     | 4   | NU  | NU  |     |     | 7   | 10  | 3    | 6    |
| 1958  | Ecurie Demi Litre | Climax R4 | D     | Ivor Bueb     |     |     |     |     |     |     |     | 11  |     |     |     | 3    | 6    |
| 1959  | Dennis Taylor     | Climax R4 | D     |               | MCO | 500 | NLD | FRA | GBR | DEU | PRT | ITA | USA |     |     | 5    | 4    |
| 1959  | Dennis Taylor     | Climax R4 | D     | Dennis Taylor |     |     |     |     | NZ  |     |     |     |     |     |     | 5    | 4    |